# Kupusina (Velika Plana)
Kupusina (em cirílico: Купусина) é uma vila da Sérvia localizada no município de Velika Plana, pertencente ao distrito de Podunavlje, na região de Veliko Pomoravlje. A sua população era de 187 habitantes segundo o censo de 2011.

## Demografia
| 1948 | 1953 | 1961 | 1971 | 1981 | 1991 | 2002 | 2011 |
| ---- | ---- | ---- | ---- | ---- | ---- | ---- | ---- |
| 644  | 603  | 538  | 476  | 395  | 366  | 267  | 187  |